# Maja Bošković-Stulli
Maja Bošković-Stulli (ur. 9 listopada 1922 w Osijeku, zm. 14 sierpnia 2012 w Zagrzebiu) – chorwacka slawistka i folklorystka. Historyk literatury i badaczka literatury ustnej.

## Życiorys
Pochodziła z rodziny żydowskiej, była córką Dragutina Karla i Ivanki Janki Boškoviciów. Miała siostrę, Magdę. Wszyscy jej najbliżsi zginęli w czasie wojny. W 1943 wstąpiła do partyzantki. Studiowała slawistykę w Zagrzebiu, Kazaniu, Leningradzie i Belgradzie. Studia ukończyła w 1950, doktoryzowała się w 1961 w stolicy Chorwacji pisząc pracę zatytułowaną Narodna predaja o vladarevoj tajni. W latach 1952–1979 zatrudniona w Instytucie Etnologii i Folklorystyki (wówczas Instytut Sztuki Ludowej). Brała udział w wielu krajowych i międzynarodowych konferencjach i sympozjach, w tym w Centrum Międzyuczelnianym w Dubrowniku. Przez wiele lat była redaktorem naczelnym, a następnie stałym członkiem redakcji czasopisma „Narodna umjetnost”. W latach 1963–73 była dyrektorem Instytutu Etnologii i Folklorystyki. W 1990 roku otrzymała nagrodę za całokształt twórczości. W latach 2000–2012 była pełnoprawnym członkiem Chorwackiej Akademii Nauki i Sztuki. W 2005 roku Bošković-Stulli została uznana za jedną z 35 najważniejszych kobiet w historii Chorwacji.
Zmarła 14 sierpnia 2012 roku w Zagrzebiu. Została pochowana na Cmentarzu Mirogoj.

## Twórczość
- Narodne pripovijetke, priredio Josip Kekez, Mladost, Zagreb 1985, 194 str[12]

- Istarske narodne priče[13]
- Usmena književnost nekad i danas[14]
- Kroatische Volksmärchen[15]
- Usmene pripovijetke i predaje[16]
- U kralja od Norina: priče, pjesme, zagonetke i poslovice s Neretve[17]